# Adriano Correia
Adriano Correia Claro, född 26 oktober 1984 i Curitiba i Paraná, mer känd som bara Adriano, är en brasiliansk fotbollsspelare som spelar som vänsterback och yttermittfältare för Atlético Paranaense. Han har tidigare spelar för bland annat spanska FC Barcelona, Sevilla FC, och även klubben från sin hemstad, Coritiba. 
Adriano är "tvåfotad", det vill säga lika bra med båda fötterna, vilket betyder att han även kan spela på högerkanten. Han gjorde sitt första mål för Sevilla i finalen i UEFA-cupen 2006/2007. Den 16 juli 2010 flyttade Adriano till storklubben FC Barcelona för €9,5 miljoner + ytterligare €4 miljoner i prestationsbonusar.

## Meriter

### FC Barcelona
- La Liga: 2010/2011, 2012/2013, 2014/2015, 2015/2016
- UEFA Champions League: 2010/2011, 2014/2015
- Spanska cupen: 2011/2012, 2014/2015, 2015/2016
- Spanska supercupen: 2010, 2011, 2013
- UEFA Super Cup: 2011, 2015
- VM för klubblag: 2011, 2015